# Jean-Baptiste-Charles Bélanger
Jean-Baptiste-Charles-Joseph Bélanger (Valenciennes, 4 de abril de 1790 — Neuilly-sur-Seine, 8 de maio de 1874) foi um matemático francês.
Foi professor na École centrale de Paris, na École Polytechnique e na École Nationale des Ponts et Chaussées.
Suas áreas de investigação foram hidráulica e hidrodinâmica.

## Obras
- Essai sur la solution numérique de quelques problèmes relatifs au mouvement permanent des eaux courantes (1828)
- Notes sur la mécanique appliquee aux principes de la stabilité des constructions et à la théorie dynamique des machines (1848)
- Résumé de leçons de géométrie analytique et de calcul infinitésimal (1859)
- Théorie de la résistance de la torsion et de la flexion plane des solides (1862)
- Traité de cinématique (1864)
- Traité de la dynamique d'un point matériel (1864)
- Traité de la dynamique des systémes matériels (1866)